# オデッセアス・エリティス

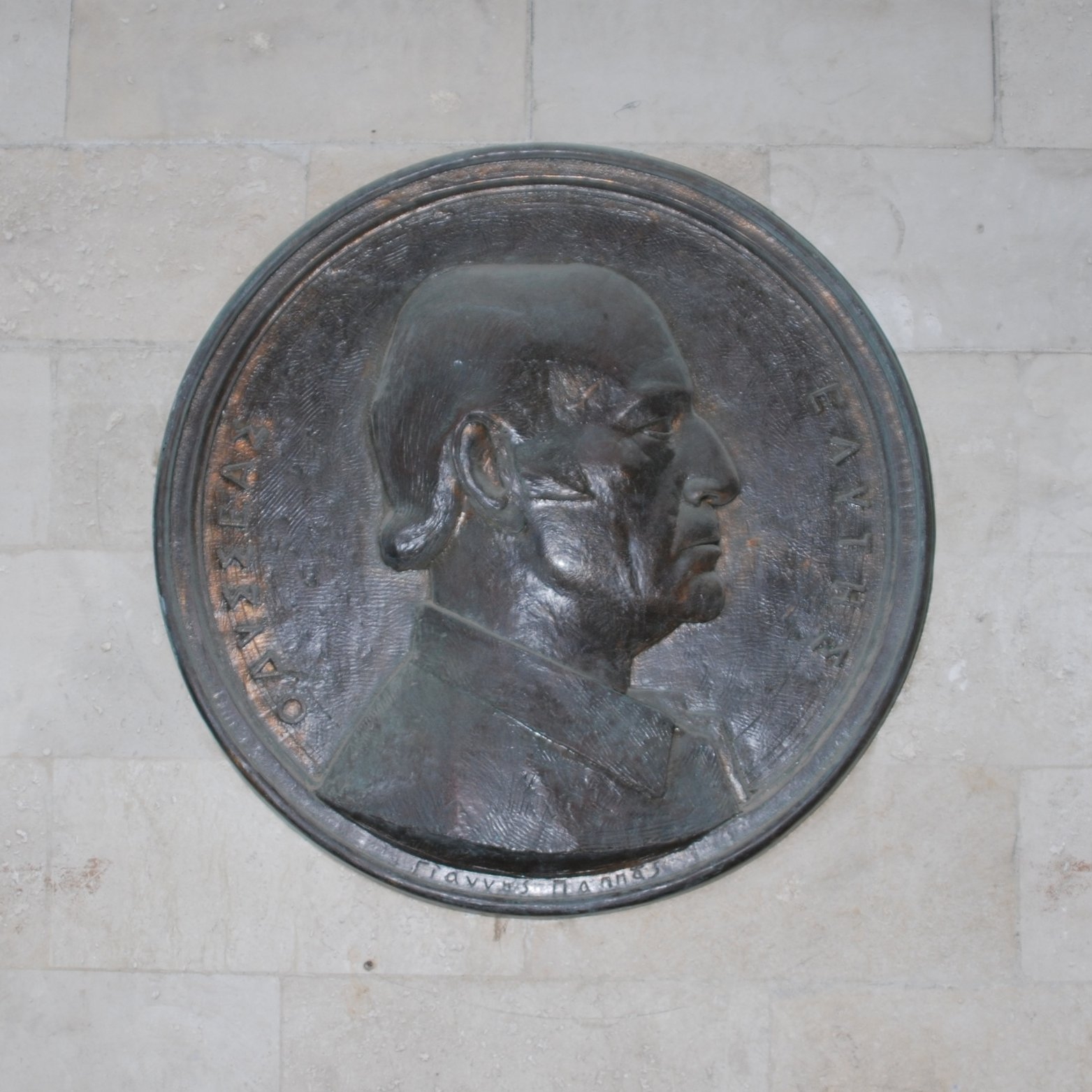
オディッセアス・エリティス

オディッセアス・エリティス（Οδυσσέας Ελύτης, Odysseus Elytis, 1911年11月2日 - 1996年3月18日）はギリシアの詩人である。本名、オディッセアス・アレプデリス（Odysseas Alepoudelis）。
レスヴォス島出身の両親のもと、クレタ島イラクリオに生まれ、アテネで育った。アテネ大学とソルボンヌ大学に学び、1930年代からシュルレアリスムの影響を受けた詩作を行った。
1979年にノーベル文学賞を受賞している。
代表的な詩集として、『第一の太陽』（Ilios o protos、1943年）および『価値がある』（Axion esti、1959年）が挙げられる。また、レスヴォス島ミティリニ国際空港が、彼に因んで「オディッセアス・エリティス」と命名されている。

## 邦訳
- 『アクシオン・エスティ 讃えられよ 詩集』 山川偉也監訳、人文書院、2006.10
- 『オディッセアス・エリティス訳詩集』 東千尋編訳、土曜美術社出版販売、2006.7
  - 増補版『オディッセアス・エリティス詩集』 東千尋・茂木政敏編訳、土曜美術社出版販売、2015.4
- 『現代ギリシア詩集』 東千尋編訳、土曜美術社出版販売、2011.11
- 『現代ギリシャ詩選』 中井久夫訳、みすず書房、1985。各・代表作収録